# José Rumazo González
Pour les articles homonymes, voir José González et González.
 (mai 2025).
La mise en forme du texte ne suit pas les recommandations de Wikipédia : il faut le « wikifier ».
Les points d'amélioration suivants sont les cas les plus fréquents. Le détail des points à revoir est peut-être précisé sur la page de discussion.
- Les titres sont pré-formatés par le logiciel. Ils ne sont ni en capitales, ni en gras.
- Le texte ne doit pas être écrit en capitales (les noms de famille non plus), ni en gras, ni en italique, ni en « petit »…
- Le gras n'est utilisé que pour surligner le titre de l'article dans l'introduction, une seule fois.
- L'italique est rarement utilisé : mots en langue étrangère, titres d'œuvres, noms de bateaux, etc.
- Les citations ne sont pas en italique mais en corps de texte normal. Elles sont entourées par des guillemets français : « et ».
- Les listes à puces sont à éviter, des paragraphes rédigés étant largement préférés. Les tableaux sont à réserver à la présentation de données structurées (résultats, etc.).
- Les appels de note de bas de page (petits chiffres en exposant, introduits par l'outil «  Source ») sont à placer entre la fin de phrase et le point final[comme ça].
- Les liens internes (vers d'autres articles de Wikipédia) sont à choisir avec parcimonie. Créez des liens vers des articles approfondissant le sujet. Les termes génériques sans rapport avec le sujet sont à éviter, ainsi que les répétitions de liens vers un même terme.
- Les liens externes sont à placer uniquement dans une section « Liens externes », à la fin de l'article. Ces liens sont à choisir avec parcimonie suivant les règles définies. Si un lien sert de source à l'article, son insertion dans le texte est à faire par les notes de bas de page.
- La présentation des références doit suivre les conventions bibliographiques. Il est recommandé d'utiliser les modèles {{Ouvrage}}, {{Chapitre}}, {{Article}}, {{Lien web}} et/ou {{Bibliographie}}. Le mode d'édition visuel peut mettre en forme automatiquement les références.
- Insérer une infobox (cadre d'informations à droite) n'est pas obligatoire pour parachever la mise en page.

Pour une aide détaillée, merci de consulter Aide:Wikification.
Si vous pensez que ces points ont été résolus, vous pouvez retirer ce bandeau et améliorer la mise en forme d'un autre article.
José Rumazo González Moya, né le 28 août 1904 à Latacunga et mort le 26 février 1995 à Quito, est un écrivain, historien, paléographe et diplomate équatorien. 
Il est devenu célèbre grâce à son poème épique Parúsia (plus de 240 000 vers). Il a présidé l’Institut équatorien de culture hispanique et l’Académie équatorienne de la langue. Il a reçu plusieurs distinctions, dont la Grand-Croix de l'Ordre national de la Croix du Sud du Brésil et le prix Eugenio-Espejo.

## Biographie
José Rumazo González est né à Latacunga, en Équateur, le 28 août 1904. Sa mère est décédée peu après sa naissance, un événement qui a marqué sa vie et renforcé l'influence de son père, un homme d'orientation libérale et ami de Juan Montalvo. La passion de son père pour la science et la culture, y compris l'édition de livres d'auteurs équatoriens, a semé chez José et son frère Alfonso un intérêt pour la littérature, ce qui les a conduits à fonder la « Biblioteca Ecuatoriana » et, avec Salvador Porras Garcés, la « tipografía y encuadernación de Porras y Rumazo González ».
Son œuvre historique, influencée par les découvertes anthropologiques et archéologiques de son temps, est évidente dans Ecuador en la América Prehispánica, où il explore les théories sur les premiers peuples, les cultures préincaïques et l'Empire Inca sur le territoire équatorien. De plus, le Conseil Municipal de Quito lui a confié le déchiffrement et la publication des Libros del Cabildo, documents fondateurs de la ville qui s'étendent de 1534 à 1551, un travail auquel il a collaboré avec d'autres chercheurs.
Dans sa quête de savoir, Rumazo González voyage en Europe en 1939 pour étudier la Philosophie de l'Histoire en Allemagne, mais le début de la Seconde Guerre mondiale déjoue ses plans. Il s'installe à Séville, où il commence un important travail de compilation et de numérisation de documents des Archives Générales des Indes, grâce à une bourse du Congrès National. Durant son séjour en Espagne, il découvre et publie le testament de Sebastián de Belalcázar, obtenant une reconnaissance en Équateur et en Colombie. Ce travail s'inscrit dans le cadre des « Misiones Especiales » équatoriennes visant à recueillir des documents historiques pour étayer l'intégrité territoriale du pays. Parallèlement à son travail de recherche, Rumazo González mène une brillante carrière diplomatique, occupant des postes consulaires à Séville, Cadix, Lisbonne et Barcelone entre 1934 et 1947. Par la suite, il est Conseiller Chargé d'Affaires et Ministre Conseiller en Espagne, et représente l'Équateur dans divers congrès internationaux. Au Ministère des Affaires Étrangères de son pays, il occupe des postes de haute direction et devient Sous-secrétaire par intérim. La dernière étape de sa carrière diplomatique le conduit à être Ambassadeur au Honduras, en Argentine, en Uruguay et au Panama, en plus de participer à de nombreuses missions spéciales et d'occuper de hautes fonctions au Ministère.

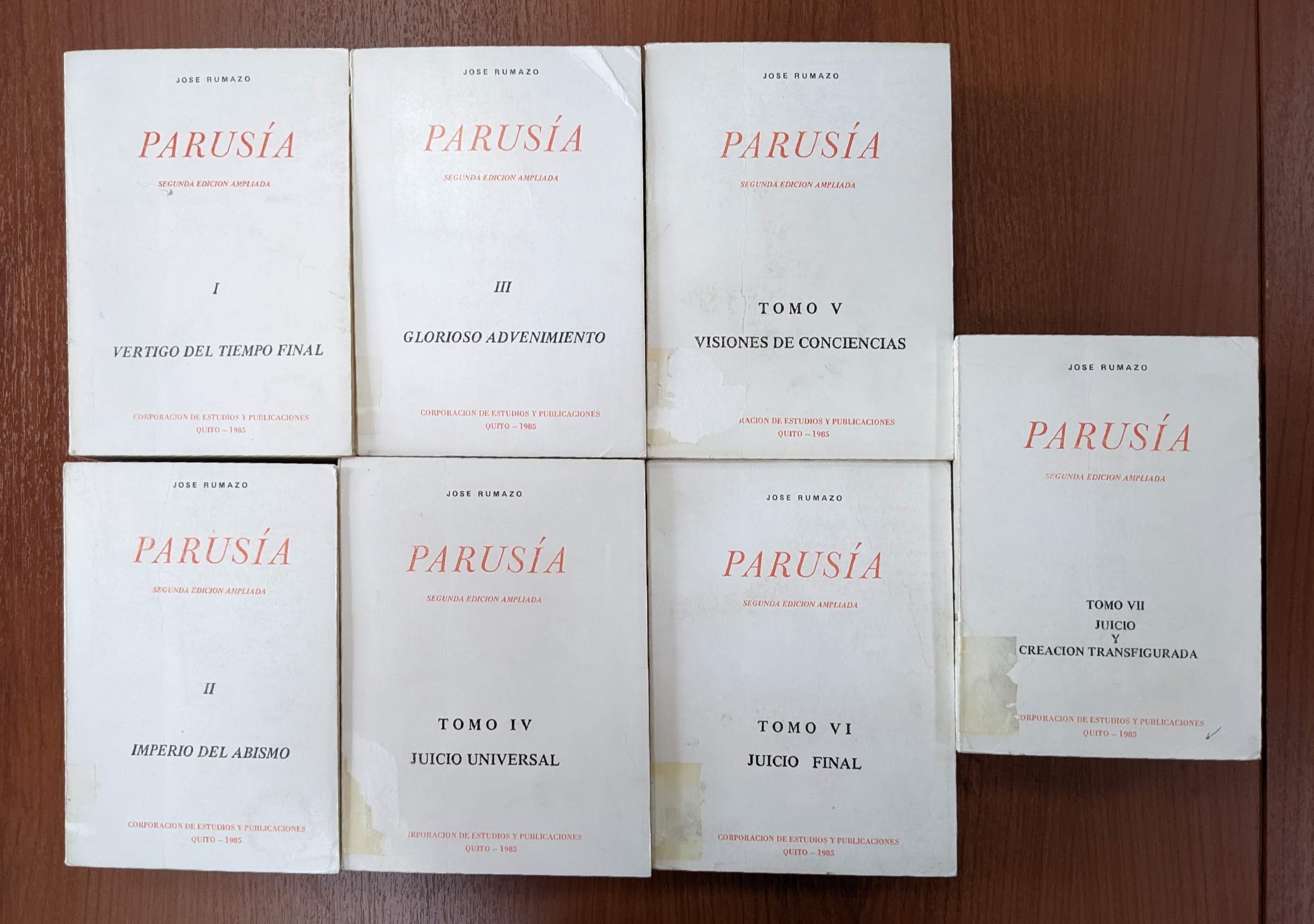
Parusía en sept volumes

Son œuvre littéraire prolifique débute par une poésie d'avant-garde, influencée par des auteurs comme Vicente Huidobro, explorant l'« anfimetamorfismo » ou double sens du mot. Cependant, cette première étape ne rencontre pas le même accueil que le réalisme socialiste dominant à l'époque. Par la suite, il s'essaie à la critique d'art et publie des drames à thèmes historiques tels que Sevilla del oro y La leyenda del cacique dorado, ainsi que des recueils de poèmes comme Raudal, Soledades de la sangre et El amor soñado en la muerte, et le roman Andariegos, qui explore la psychologie des personnages. Son œuvre maîtresse est le long poème épico-religieux Parusía, en sept volumes, qui lui vaut de recevoir le prix Eugenio-Espejo (nommé en l’honneur du médecin et écrivain Eugenio Espejo) et d’être reconnu comme le « Dante Alighieri de l'Équateur ». Dans ses dernières années, il continue de publier de la poésie à thèmes religieux et des compilations de ses essais.

## Œuvres
- 1930: Proa, 227 p.
- 1932: Altamar 198 p.
- 1932: Le nouveau classicisme dans la poésie, (essai), 41 p.
- 1933: L'Équateur dans l'Amérique préhispanique, 284 p.
- 1934: Aragón, Sacristán et Anselmo, (contes), 44 p.
- 1934: Livres Premier et Second du Cabildo de Quito (Le livre vert) 535 p. et 404 p.
- 1937: Víctor Mideros, (critique) 46 p.
- 1946: La région amazonienne de l'Équateur au XVIe siècle, 311 p.
- 1949: Raudal 129 p.
- 1950: Solitudes du sang 64 p.
- 1950: L'amour rêvé dans la mort 101 p.
- 1956: Andariegos, (roman) 607 p.
- 1958: Documents pour l'histoire de l'Audience de Quito. Maldonado, 8 vol.
- 1958: Séville de l'or et La légende du cacique doré, (drame) 123 p.
- 1960: 1972, 1985 : Parousie, l'arrivée glorieuse 7134 p.
- 1987: Échos du silence (anthologie) 774 p.
- 1988: Chemins et rencontres, (essais) 1138 p.
- 1989: Clartés en aperçus, 407 p.
- 1991: Pour l'ineffable, 332 p.